# Río Rupununí
El río Rupununí es un río ubicado en la región de Alto Tacutu-Alto Esequibo en el suroeste de Guyana, en el territorio reclamado por Venezuela. Se origina en las montañas o sierra de Kanuku. El río Rupununí fluye hacia el río Esequibo pero también hacia el río Amazonas. Durante la estación de lluvias se conecta con el río Tacutu por las inundaciones del monte Pirara, que fluyen hacia los extensos pantanos del Parima o del lago Amaku.

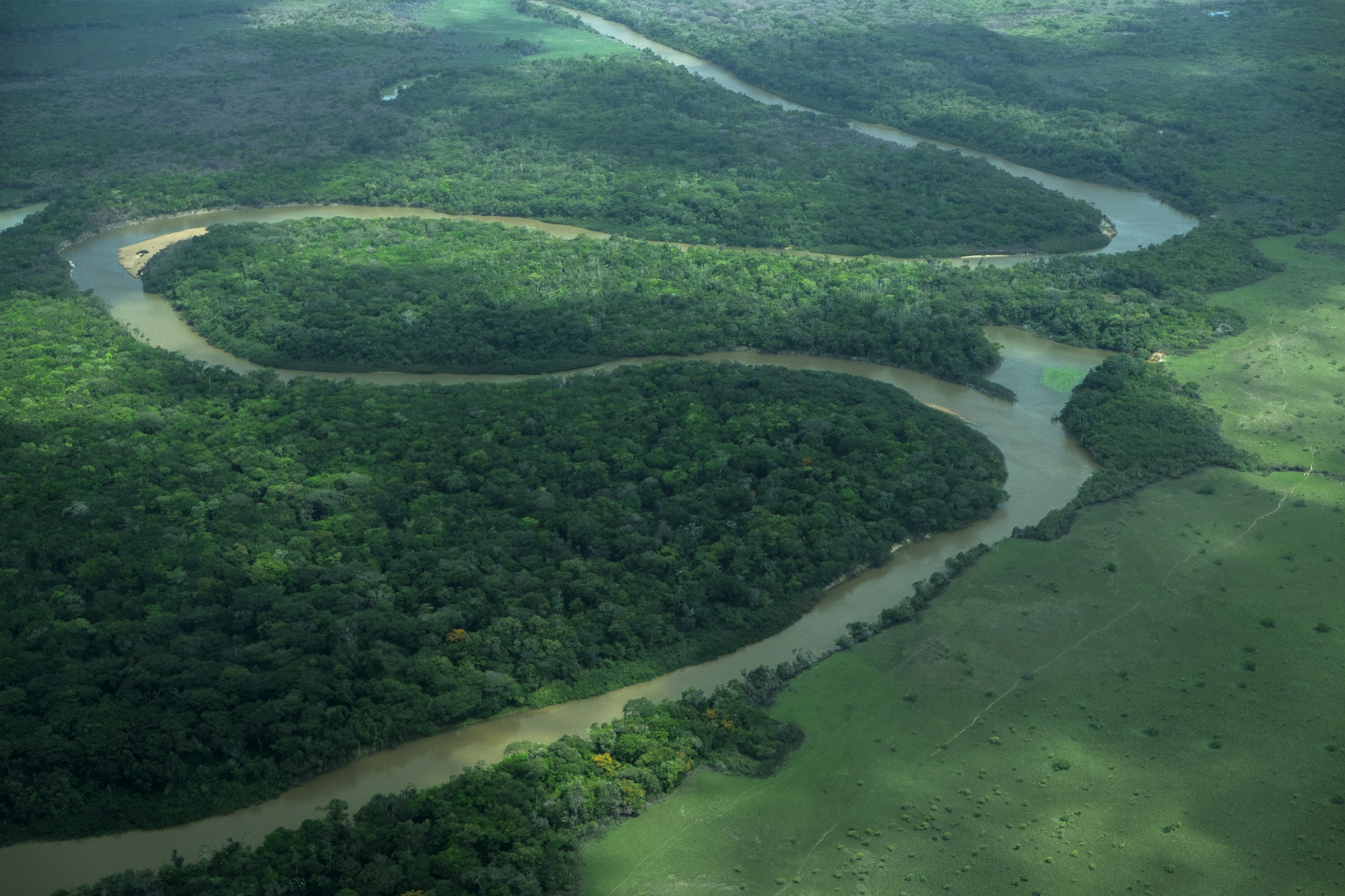
río Rupununi

El río Rupununí es un lugar de refugio para el caimán negro en peligro de extinción (Melanosuchus Niger).